# Iglesia de San Albano (Odense)
La Iglesia de San Albano (en danés: Sankt Albani Kirke) es la iglesia parroquial católica de Odense, Dinamarca. No se debe confundir con la iglesia medieval del Priorato de San Albano, donde el rey Canuto IV fue asesinado en 1086, y que fue más tarde sustituida por la catedral de San Canuto. El Priorato medieval de San Albano se encuentra en Albani Torv (Plaza de San Alban) aproximadamente a mitad de camino entre la catedral de San Canuto y la Iglesia de San Albano. Una placa moderna de piedra situada en el lugar del altar de la antigua iglesia es lo único que permanece visibles de esta estructura.
Las bases para una nueva iglesia se colocaron el 21 de octubre de 1906 y el 25 de octubre de 1908, el edificio sin terminar fue consagrado y dedicado a Nuestra Señora, a San Albano y San Canuto.
La iglesia era - y sigue siendo - un punto focal para los inmigrantes, a saber, alemanes y polacos, y en los últimos años también un número creciente de católicos vietnamitas.